# Stefan Krohmer
Stefan Krohmer (* 11. Februar 1971 in Balingen, Baden-Württemberg) ist ein deutscher Filmregisseur.

## Biografie
Nach dem Abitur studierte Stefan Krohmer Film-, Fernseh- und Theaterwissenschaften an der Friedrich-Alexander-Universität Erlangen-Nürnberg und danach ab 1994 Regie an der Filmakademie Baden-Württemberg. Darauf folgten mehrere Kurzfilme. Sein Abschlussfilm Barracuda Dancing wurde beim  Deutschen Fernsehpreis mit dem Förderpreis ausgezeichnet und belegte den 2. Platz beim Studio Hamburg Nachwuchspreis. Für den Großteil von Krohmers Drehbüchern zu seinen Filmen zeichnet Daniel Nocke verantwortlich, mit dem er auch den Fernsehfilm Ende der Saison inszeniert hat, der 2002 mit dem Adolf-Grimme-Preis im Wettbewerb Fiktion/Unterhaltung ausgezeichnet wurde.
Ein Jahr später hatte Krohmer sein Kinodebüt mit dem Filmdrama Sie haben Knut, das den Preis der deutschen Filmkritik in der Kategorie „Bestes Drehbuch“ erhielt. Im selben Jahr wurde sein Fernsehfilm Familienkreise zum Wettbewerb des Fernsehfilm-Festivals Baden-Baden eingeladen und Krohmer mit einem Sonderpreis der Jury ausgezeichnet. 2006 erschien sein zweiter Kinofilm Sommer ’04, der zwar keine Auszeichnung erhielt, aber bei Kritik und Publikum durchweg gut ankam. Für das Dokudrama Dutschke erhielt Krohmer gemeinsam mit Daniel Nocke den Goldenen Gong.

## Filmografie
mit * gekennzeichnet = Fernsehfilm
- 1998: Macht man eigentlich anders (Kurzfilm)
- 1999: Barracuda Dancing *
- 2001: Ende der Saison *
- 2001: Die Erpressung – Ein teuflischer Pakt *
- 2003: Sie haben Knut
- 2003: Familienkreise *
- 2004: Scheidungsopfer Mann *
- 2005: Ein toter Bruder *
- 2006: Sommer ’04
- 2007: Mitte 30 *
- 2009: Dutschke *
- 2011: Die fremde Familie *
- 2012: Riskante Patienten *
- 2013: Verratene Freunde *
- 2014: Die Zeit mit Euch *
- 2015: Mädchen im Eis
- 2016: Neu in unserer Familie *
- 2016: Die Konfirmation *
- 2017: Meine fremde Freundin *
- 2017: Prof. Wall im Bordell *
- 2018: Zur Hölle mit den anderen *
- 2019: Eine fremde Tochter *
- 2022: Polizeiruf 110: Seine Familie kann man sich nicht aussuchen *
- 2022: Tatort: Die Rache an der Welt *
- 2024: Tatort: Letzter Ausflug Schauinsland *
- 2025: Spuren (Miniserie) *